# Marktplatz (Minden)
Der Marktplatz der ostwestfälischen Stadt Minden ist der zentrale Platz in der unteren Altstadt und ist als alter Handelsplatz in der Stadt angelegt worden. Heute dient er überwiegend repräsentativen und öffentlichen Zwecken und wird nur noch gelegentlich als Marktplatz genutzt. Er wird an der Nordseite durch das Gebäude des Alten Rathauses beherrscht.

## Lage und Umgebung
Der sich nach Süden hin leicht öffnende Marktplatz ist ein rechteckiger Platz, an dessen nördlicher Schmalseite das Rathaus steht. Damit liegt er zwischen dem alten bischöflichen Rechtsbezirk, der Domimmunität im Osten und der Geländestufe zur oberen Altstadt im Westen. Der Platz ist an allen vier Seiten bebaut, im Westen und Süden dominieren die repräsentativen Kaufmannshäuser. Im Norden mündet der Scharn, im Süden die Obermarktstraße auf den Platz. Viele Häuser haben im Erdgeschoss Verkaufsläden eingerichtet. Im Sommer ist Platz mit dem Gestühl der ansässigen Cafés und Restaurants belegt. Der Markt in Minden liegt in der autofreien Fußgängerzone.

## Geschichte
1260 wurde das erste Rathaus am Platz gebaut, der damit schon ein zentraler weltlicher Platz gegenüber dem Domplatz unter bischöflicher Ägide war.
Der Marktplatz war der zentrale Platz der Straßenbahn Minden. Hier kreuzten sich mehrere Linien.
Die Wasserspiele vor dem Rathaus wurden 2016 eröffnet.

## Platzgestaltung und Bebauung
Die letzte Platzgestaltung mit neuem Pflaster erfolgte in den 2010er Jahren. Dabei ist auch der ebenerdige Brunnen vorm Rathaus eingebaut worden, der mit seinem Wasserspielen vor allem im Sommer das lokale Stadtklima beeinflusst.
Wichtige Gebäude am Markt sind neben dem Alten Rathaus, die Löwenapotheke, das Haus Schmieding, das Victoria Hotel und Restaurant, sowie das ehemalige Kaufhaus Becker.

## Nutzung
Der Marktplatz vor dem Rathaus wurde als Lebensmittelmarkt 1232 erstmals erwähnt. Im Jahr 1702 erließ die Stadt Minden eine neue Marktordnung. Der Lebensmittel- bzw. Wochenmarkt wurde nach dem Zweiten Weltkrieg auf den oberen Markt an der Martinikirche verlegt, seitdem gibt es vor allem in diesem jahrtausend immer wieder Versuche den Wochenmarkt in die Untere Altstadt zu verlegen, meist auf dem Domplatz. 
Heute wird der Marktplatz in der Regel durch die Außengastronomie der ansässigen Cafés und Restaurants genutzt.
Die Stadt Minden nutzt den zentralen Platz für Veranstaltungen wie die Gourmetmeile bis hin zum Weihnachtsmarkt zu zahlreichen Sonderveranstaltungen.